# Kookgroep

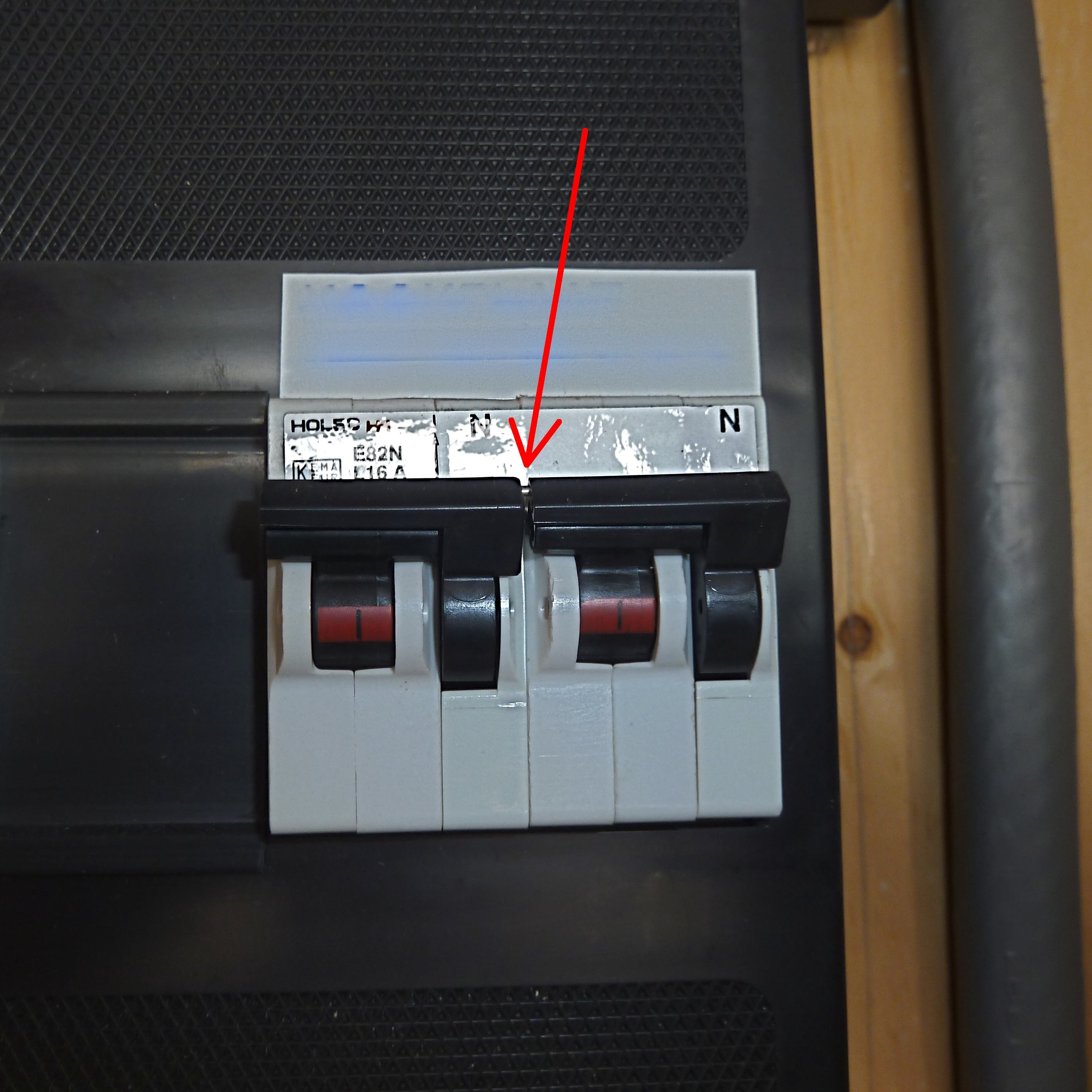
Bij een kookgroepautomaat zijn twee zekering-automaten mechanisch aan elkaar verbonden.

Met een kookgroep – ook wel fornuisgroep – wordt bedoeld het samenstel van een vermogenstoestel (bijvoorbeeld een elektrisch fornuis), stekkeraansluiting en speciale aardlekschakelaar of installatieautomaat in een elektrische installatie.
Woonhuizen kennen doorgaans een groepenkast met groepen die tot maximaal 16 ampère beveiligd kunnen zijn. Het vermogen van een bepaald toestel kan daarom niet meer bedragen dan ongeveer 3500 watt. Toestellen met een hoger vermogen – zoals grotere fornuizen – kunnen in sommige gevallen elektrisch opgedeeld worden in twee delen. Hiermee is het mogelijk om één toestel van maximaal 7000 watt toch in een regulier woonhuis aan te sluiten.
In het aan te sluiten toestel moet een elektrische deling wel mogelijk zijn gemaakt. Hiervoor dienen er twee volledig gescheiden N-aansluitingen in het toestel aanwezig te zijn (die dus niet met elkaar zijn verbonden). De aansluiting van het geheel wordt dikwijls gerealiseerd met het Perilex-systeem. Het in twee elektrische groepen verdeelde toestel wordt dan met één vijf-aderig aansluitsnoer op één Perilex-stekker aangesloten. Meestal is de ene groep contact L1 en N, en de andere groep L2 en L3, maar andere varianten komen voor. Uiteraard wordt ook de aardleiding PE aangesloten. De Perilex-wandcontactdoos wordt in overeenstemming met het toestel/fornuis voorzien van twee fasen, twee nullen en een aarde. In de groepenkast worden de twee groepen beveiligd met een speciale daarvoor ontwikkelde twee aan elkaar gekoppelde installatieautomaten of aardlekschakelaars. De zogenoemde “kookgroepautomaat”. De twee groepen moeten nog steeds individueel uit kunnen schakelen bij overbelasting. Er dient echter een klepje aanwezig te zijn waardoor het mogelijk is beide groepen in één handeling met de hand uit te schakelen.
Een aansluiting van een kookgroep is derhalve géén krachtstroom-aansluiting zoals een driefasencontactdoos met 400 volt.

## Bron
- Perilex-aansluiting van kooktoestellen